# デジタルメーター
デジタルメーターとは、数字や棒グラフなどでデジタル表示されるメーターのこと。主に文字盤は液晶パネルや蛍光表示管が使われる。オートバイや自動車、航空機などの速度計や距離計、高度計を始めとして、様々な用途に使われている。
内部的にデジタルでもステッピングモーターと針と文字盤による表示の場合はアナログメーターと呼ぶ。画面上にアナログメーターを模した表示をしている物はデジタルメーターとは呼ばれない。

## 自動車のデジタルメーター

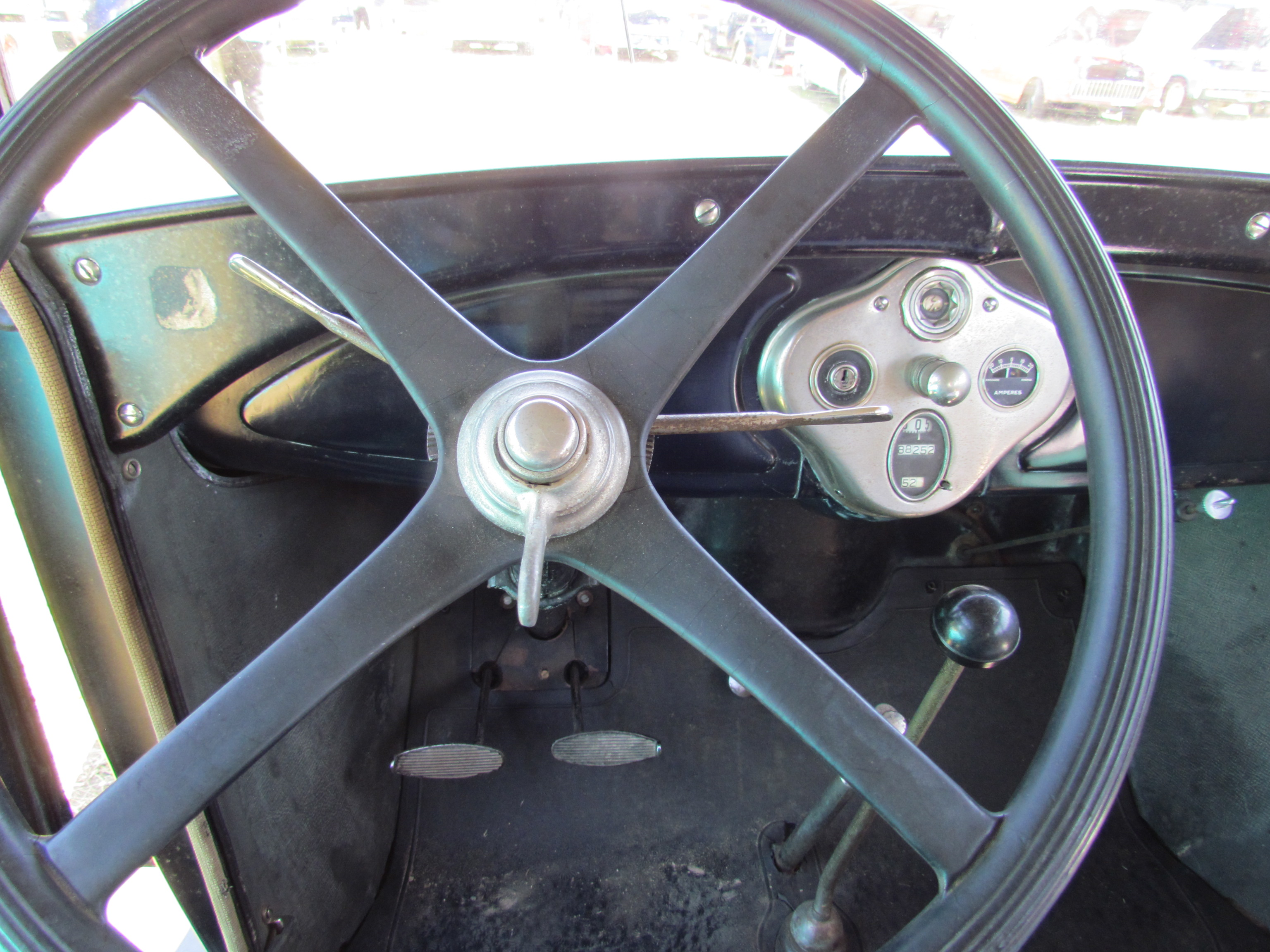
フォード・モデル Aのインテリア（1929年式）
メーターパネル内の楕円形の窓の中の上段がボビン式のスピードメーター。中段はオドメーター、下段はトリップメーターである。

数値を直読する方式の速度計を初めて採用した量産車は、1927年にアメリカ合衆国で発売された大衆車の2代目フォード・モデル Aとされている。これは数字を表記した樹脂製の筒が回転するボビン式と呼ばれ、通常の速度計の指針をボビンに置き換えた純然たる「機械式」で、トランスミッションからの回転力を伝える仕組みも指針式と同様であり、現在の液晶などを用いる「電気式」のデジタルメーターとは全く異なるものである。このボビン式メーターは、同時期の同社のモデル AA（英語版）にも採用されたほか、フォードとの合弁事業で1929年に設立されたソビエト連邦のNNAZ（後のGAZ）でノックダウン生産が行われた初期の車種にも受け継がれている。

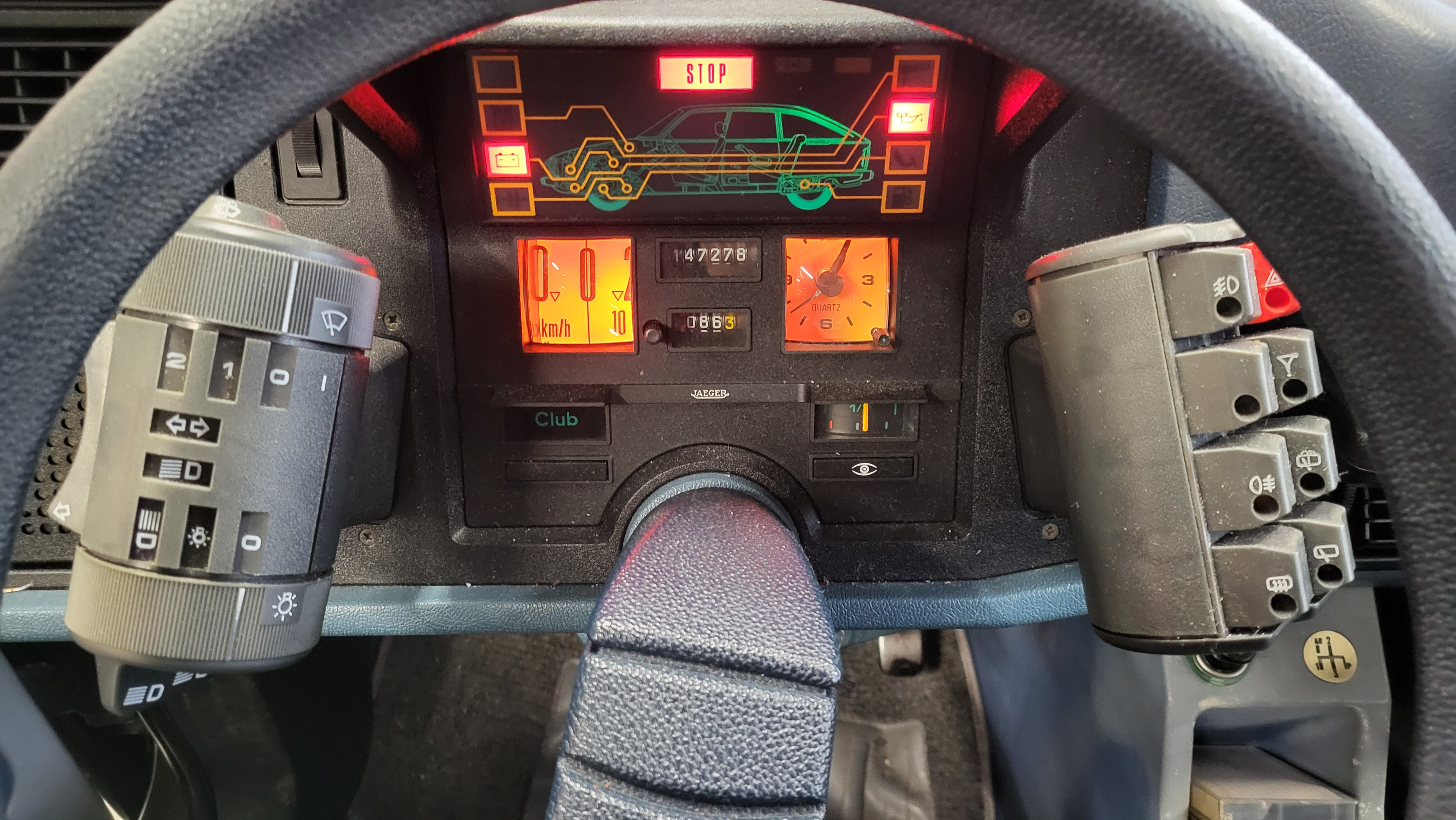
シトロエン・GSA クラブ（1981年式）のメーターパネル
GSの後期で一旦廃止されたボビン式をクラスタースイッチとの組み合わせで復活させたGSA。
内蔵されたボビンをレンズで拡大して被視認性を高めている。

1970年にフランスのシトロエンが発表したGS/GSAは、被視認性とデザインをさらに向上させたボビン式を採用した。先のフォードのものと比べるとボビン自体が大きく、凸レンズ越しに見るため数字も見やすいが、その質量のせいで走行中はゆらゆらと揺れ、これがマニアの心を掴んでいる。
速度計と回転計の両方ともが直読式となった車種も、同じくシトロエンが1974年に発表したCXとされている。シトロエン独自のボビン式メーターは、1982年発売のBXの初期型まで採用された。

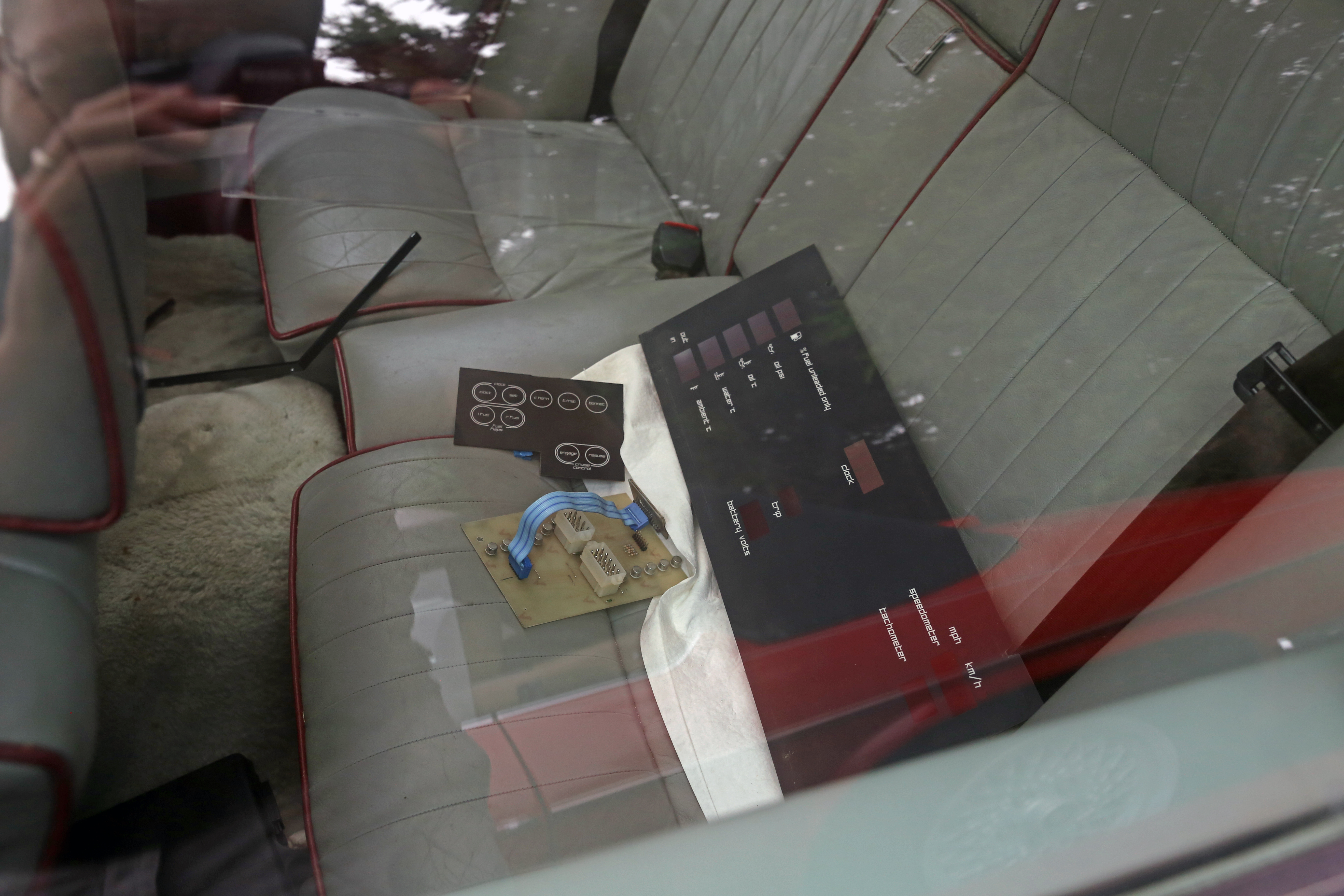
外されたアストンマーチン・ラゴンダ シリーズ2のメーターパネル。
整然と並んだ小窓の中に数字または文字が赤色LEDで表示される。

現在につながる電気式のデジタルメーターの嚆矢は、1976年発表のアストンマーティン・ラゴンダ シリーズ2に採用された赤色LED式のものとされている。これは数字と文字が赤い7セグメントディスプレイで表示されるもので、デジタル時計、無線機、オーディオ機器のような表示方法である。その後1986年のシリーズ3では2眼式のモノクロブラウン管に進化したが、より近未来的となった見た目に反してLED式よりも寿命が短く、部品の入手も困難で、経年と共に表示が判別できなくなる個体が増えていった。ブラウン管式は僅か1年で廃止され、1987年のシリーズ4では日本車などに見られる液晶と三色のLED（黄緑・橙・赤）を使ったものに再度変更された。

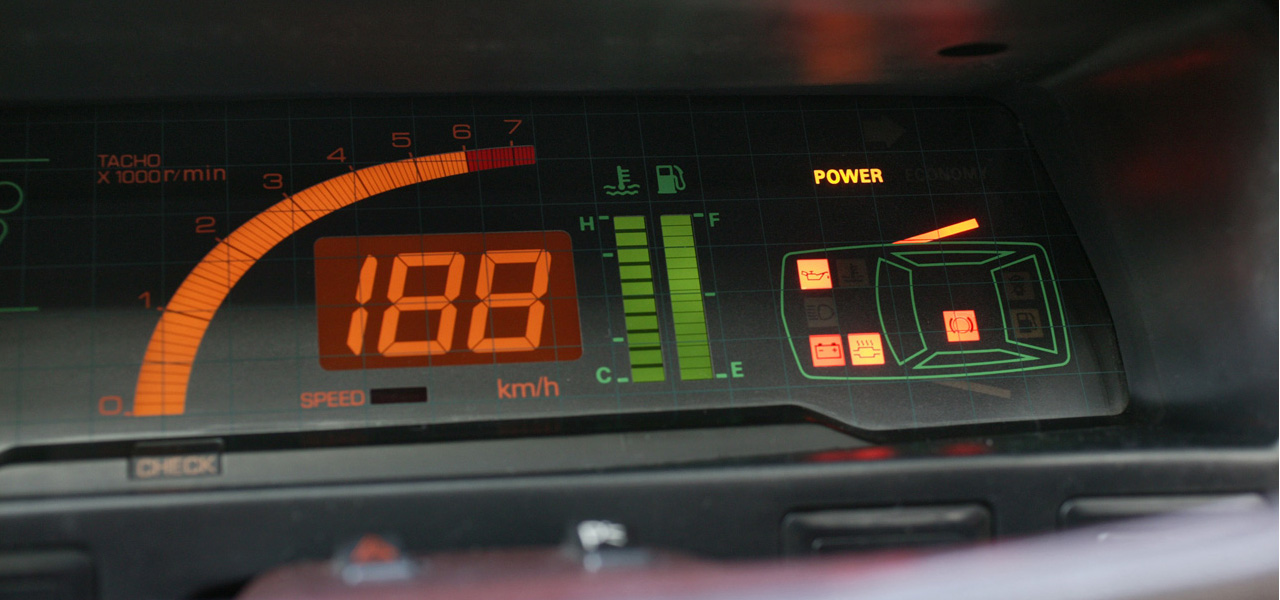
三菱・コルディア（1982年）の液晶式メーター

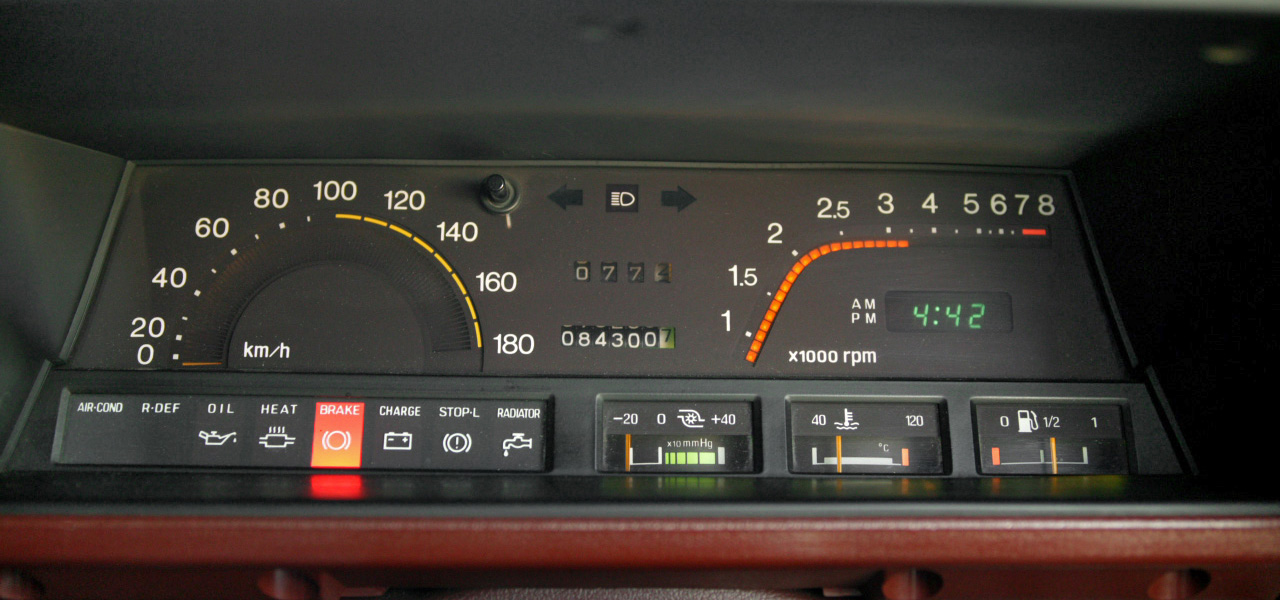
マツダ・コスモHB型（1982年）
数字を読む必要のないアナログ的デザイン

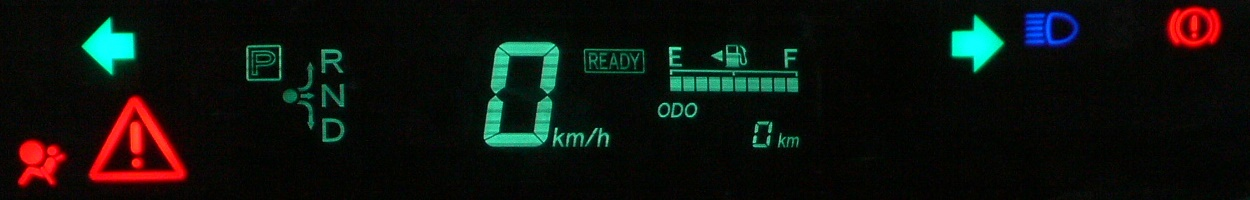
2代目トヨタ・プリウスのメーター（2003年）

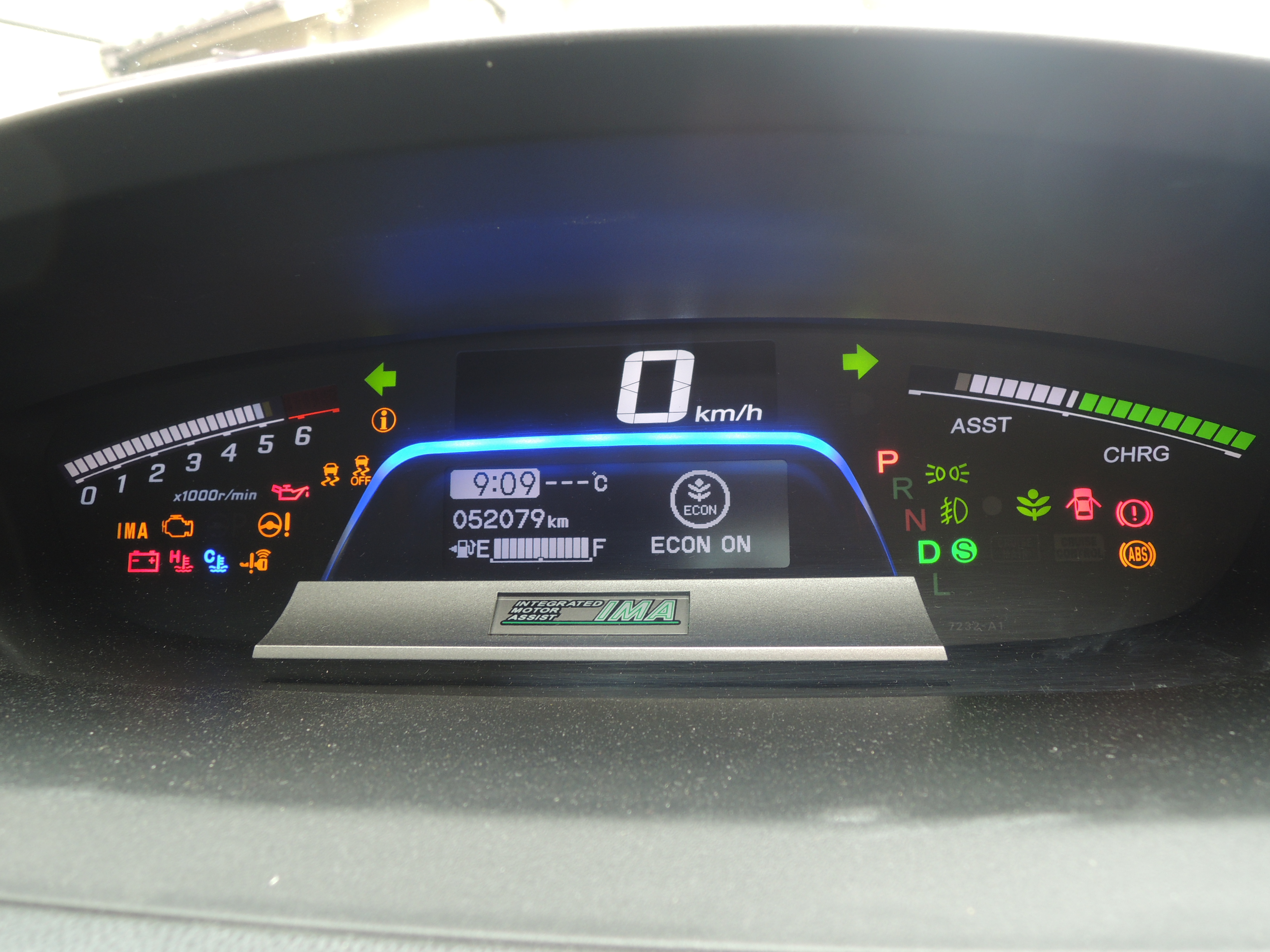
初代ホンダ・フリードハイブリッド（2011年）

日本車では1981年に登場した初代トヨタ・ソアラが、「エレクトロニック・ディスプレイメーター」の名称で初めて採用し、その後、トヨタ車ではクラウンやマークII（チェイサー／クレスタも含む）などの量産車に搭載された。そして、1980年代後半から1990年代初頭のバブル期に「デジタルは先進的で格好いい」ともてはやされ、普及した。高級車以外はほとんどがオプション設定ではあったが、高級車やスポーツカーからコンパクトカーにいたるまで、ほとんどの車種で速度計やタコメーターなどに使われた。その一方、当時は表示されなくなる故障が多く、「光があたると見にくい」、「アナログの方が直感的で判りやすい」などの意見に代表されるような、実用面での問題も残っていた。また、コストが重視されるようになったバブル崩壊後の1990年代後半以降はトヨタ以外採用する車両も減ったが、同時期に、数字を表示するだけで、反応速度も必要とされない距離計（オドメーター・トリップメーター）には、構造が簡単で安価なデジタル式が多用されるようになった。さらに2000年代に入るとその距離計の中に燃料計も取り入れるようになる。
21世紀に入り、三菱・i（アイ）、ホンダ・シビック、ホンダ・ステップワゴンなどをはじめ、軽自動車から商用車、二輪車まで、車種を問わず再び採用が増えている。信頼性の高い液晶パネルが安価に製造できるようになったことや、デザイン上の要求が主で、さらに表示方法についても「速度はデジタル表示だが、タコメーターはアナログ表示」（例：マツダ・RX-8、ホンダ・CR-Z、ホンダ・VFR1200F）といったハイブリッドタイプも見られる。また、近年はこのメーターに似たようなもので、航空機で普及している計器類を液晶モニタに映し出して表示する方法｢グラスコックピット｣を採用している車種もある。
例として、2008年2月に発表されたクラウンハイブリッドでは、世界で初めてインストルメント・パネルのすべてが液晶パネルに置き換えられた。シャープ製の1280×480ドットのTFT液晶を採用し、カーナビのルート案内時に進行先の車線情報を表示したり、従来の機械式メーターでは実現できなかった表示を実現している。その他では、「ランボルギーニ・レヴェントン」や、｢ジャガー・XJ｣、｢BMW・7シリーズ｣、｢メルセデス・ベンツ・Sクラス｣、｢キア・K9｣、｢キア・K7｣、｢キア・シード（2代目Pro_Cee'd GT）｣、｢ヒュンダイ・エクウス｣、｢ランドローバー・レンジローバー｣、｢フィアット・500｣、｢ボルボ・S60｣、｢キャデラック・XTS｣ などで採用されている。

## 鉄道車両のデジタルメーター

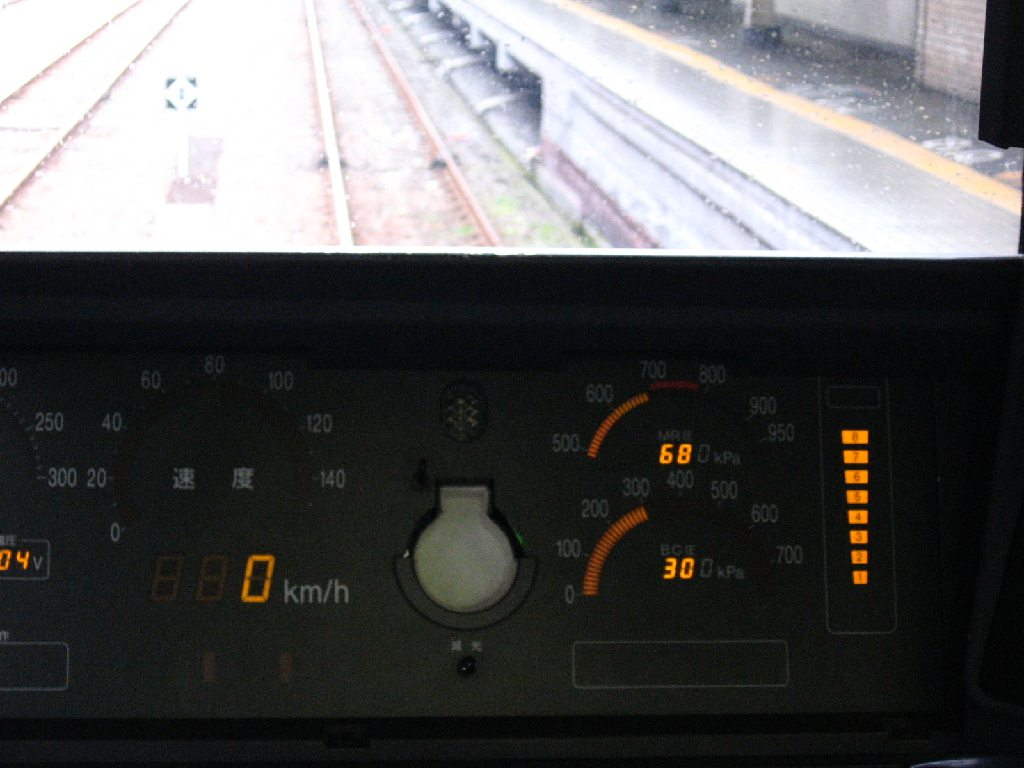
JR西日本207系1000番台のメーター

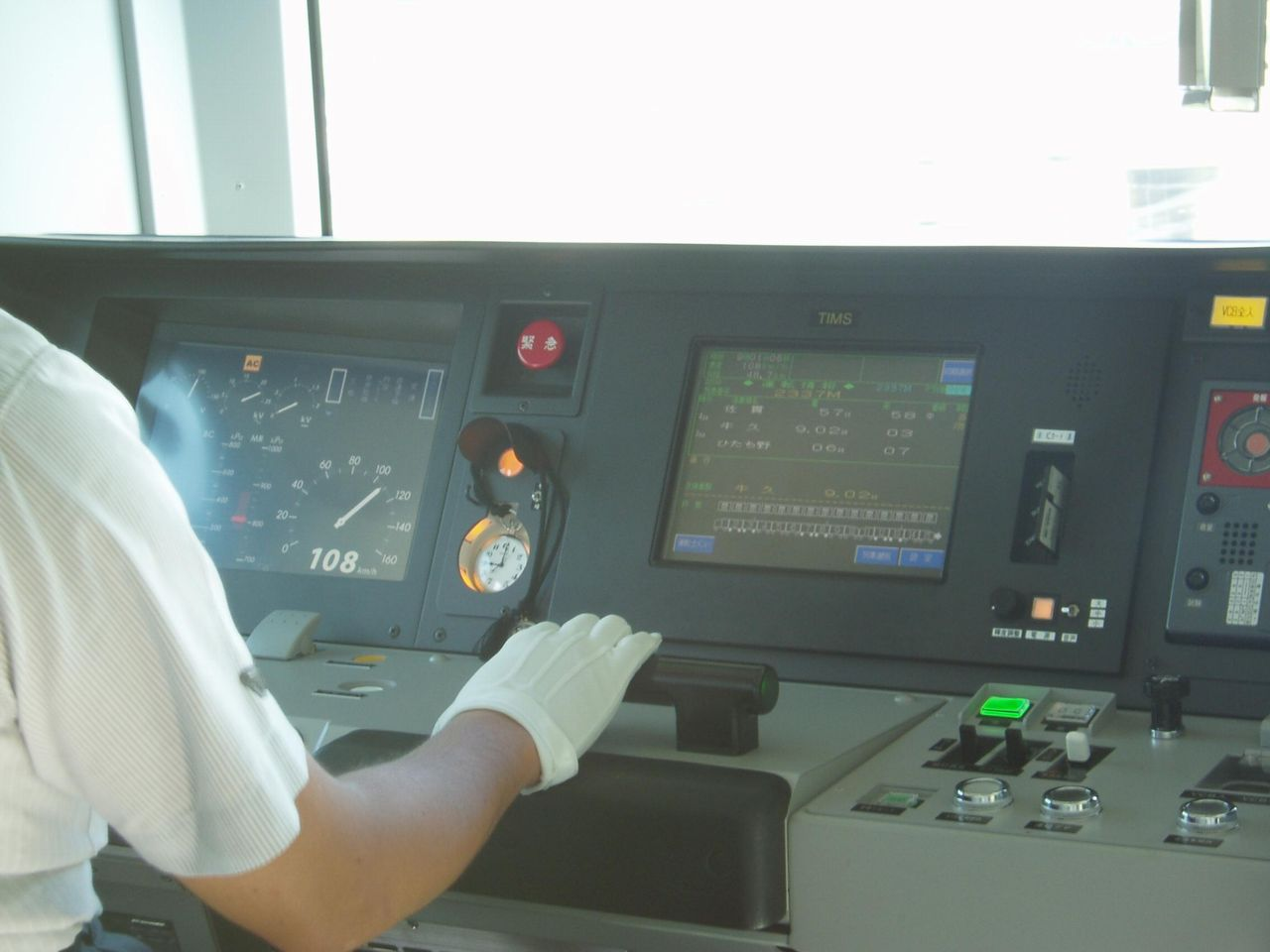
JR東日本E531系のメーター、｢グラスコックピット｣
左側のモニターに速度計などが表示されていることが分かる。

鉄道車両でも圧力計、速度計などの計器類がLEDによって表示されるデジタルメーターが搭載されている車種があり、JR各社の新幹線車両や近畿圏の私鉄では積極的に採用されている。1990年代にはJR西日本の在来線用車両でも681系や207系などの新造車両で積極的に採用していたが、自動車のデジタルメーター同様、運転士から「光があたると見にくい」、「稀に表示が消える」などの指摘があり、その後製造される同社の車両は従来のアナログ表示に戻されている。207系や223系の様に更新工事でデジタルメーターからアナログメーターに変更された車両も存在する。また、近年はこのメーターに似たようなもので、航空機で普及している計器類を液晶モニタに擬似的に映し出して表示する方法｢グラスコックピット｣を採用している車種形式（JR東日本E233系・E531系、JR西日本227系・323系など）もある。